# USS La Jolla (SSN-701)
Za druga plovila z istim imenom glejte USS La Jolla.
USS La Jolla (SSN-701) je jedrska jurišna podmornica razreda los angeles.